# Symplocos acananensis
Symplocos acananensis är en tvåhjärtbladig växtart som beskrevs av J.A. Steyermark. Symplocos acananensis ingår i släktet Symplocos och familjen Symplocaceae. Inga underarter finns listade i Catalogue of Life.